# Franc Kangler
Franc Kangler, slovenski politik, * 8. julij 1965, Maribor.
Kangler je znan predvsem kot nekdanji župan Mestne občine Maribor. Številni očitki o korupciji, nazadnje pa napoved postavitve vrste stacionarnih radarjev za merjenje hitrosti v Mariboru so sprožili množične proteste, ki so konec leta vodili v njegov odstop. Obtožbe o korupciji se praviloma niso končale z obsodbo; dve pravnomočni obsodbi – v primeru sporne zaposlitve podžupanje in dodelitve občinskega stanovanja vedeževalki – sta bili kasneje razveljavljene na višji inštanci.

## Kariera v policiji
Pred začetkom politične kariere je delal na mariborski policijski upravi, kjer je bil med drugim vpleten v kriminalistično preiskavo atentata na Ivana Krambergerja v Jurovskem dolu. Preiskava slovi po tem, da je bila izvedena nenavadno površno, saj krogle niso našli, redki pridobljeni materialni dokazi pa so skrivnostno izginili, zato je bila obtožnica zoper Petra Rotarja pripravljena zgolj na podlagi pričevanj, poleg tega pa tožilstvo in sodišče nista upoštevala mnenja izvedenca sodne medicine, ki je na podlagi pregleda strelne rane ugotovil, da krogla ni mogla prileteti iz smeri Rotarjeve hiše, zapovrh pa je bil Rotar v času streljanja zelo pijan.

## Politična kariera
Franc Kangler, nekdanji član Slovenske ljudske stranke, je bil leta 2004 tretjič izvoljen v Državni zbor Republike Slovenije; v tem mandatu je bil član naslednjih delovnih teles:
- Komisija za nadzor obveščevalnih in varnostnih služb,
- Odbor za notranjo politiko, javno upravo in pravosodje,
- Odbor za promet (predsednik) in
- Preiskovalna komisija za ugotovitev in oceno dejanskega stanja, ki je lahko podlaga za odločanje o politični odgovornosti nosilcev javnih funkcij v Vladi Republike Slovenije na Ministrstvu za pravosodje in Vrhovnem državnem tožilstvu Republike Slovenije v zvezi z izvrševanjem nadzora po Zakonu o državnem tožilstvu (Uradni list RS št. 110/02 - uradno prečiščeno besedilo) za spremembo zakonodaje in za druge odločitve v skladu z ustavnimi pristojnostmi državnega zbora (namestnik člana).

### Župan Mestne občine Maribor
Leta 2006 je kandidiral za župana Mestne občine Maribor. V drugem krogu je premagal Gregorja Pivca in bil izvoljen s 54,93 % podpore. Uspeh je ponovil tudi na lokalnih volitvah leta 2010, ko je za las zmagal že v prvem krogu s 50,41 % podpore. Istočasno je slavila še njegova Županova lista, ki je dobila 10 sedežev v 45-članskem mestnem svetu.
Na nadomestnih županskih volitvah marca 2013 ni nastopil, se je pa znova pojavil na politični sceni na rednih lokalnih volitvah 5. oktobra 2014, kjer se je s 17,72 % uvrstil v drugi krog s takrat aktualnim županom Andrejem Fištravcem. V drugem krogu je doživel visok poraz, saj ga je Fištravec premagal s 74,54 %.

### Državna politika
Leta 2016 se je županova lista na kongresu preoblikovala v Novo ljudsko stranko in v sodelovanju s stranko Glas za otroke in družine kot »Združena desnica« nastopila na državnozborskih volitvah 2018, kjer pa je prejela le 0,57 % glasov. Pred lokalnimi volitvami 2018 je Kangler prevzel vodenje stranke in jo preimenoval v Listo Franca Kanglerja – Novo ljudsko stranko ter napovedal vnovično kandidaturo za mariborskega župana. Podprle so ga tudi Slovenska ljudska stranka, Lista novinarja Bojana Požarja, Glas za otroke in družine, Slovenska nacionalna stranka ter Slovenska demokratska stranka, pri kateri je nekaj medijske pozornosti sprožilo začetno nestrinjanje mariborskega odbora o podpori kandidatu. Na volitvah evropskih poslancev maja 2019 je Kangler kandidiral na skupni listi Slovenske demokratske stranke in Slovenske ljudske stranke, ki je na volitvah sicer prejela tri poslanske mandate, a Kangler ni bil izvoljen za evropskega poslanca.
V 14. vladi Republike Slovenije je imel Franc Kangler mesto državnega sekretarja na Ministrstvu za notranje zadeve.
11. aprila 2023 je postal predsednik mestnega odbora SDS Maribor.